# Martin Diller
Martin Diller (* 20. September 1962 in Basel) ist ein deutscher Rechtsanwalt und Autor juristischer Fachbücher.

## Leben
Martin Diller, Sohn von Karin Diller, geborene Pommerenke, und des Mediziners Werner Felix Diller (geboren 1929, ab 1978 Professor für Arbeitsmedizin), absolvierte das Gymnasium in Leverkusen und leistete danach seinen Zivildienst im Kinderheim Haus Nazareth in Leverkusen ab. Im Jahre 1982 begann er ein Studium der Rechtswissenschaften an der Johannes-Gutenberg-Universität Mainz. Im Anschluss an sein Referendariat in Düsseldorf und Brüssel wurde er bei Horst Konzen in Mainz mit seiner Dissertation Die Arbeitnehmereigenschaft von Gesellschaftern und Gesellschaftsorganen zum Doktor jur. promoviert.
Seit 1992 ist Martin Diller als Rechtsanwalt zugelassen. Er begann seine Laufbahn 1992 bei Gleiss Lutz (damals Gleiss Lutz Hootz Hirsch) in Stuttgart, wo er 1996 Partner wurde. Von 2000 bis 2007 war er der erste Managing Partner der Sozietät. 2016 wurde er von der Universität Würzburg zum Honorarprofessor für den Bereich Arbeitsrecht ernannt. Diller berät Mandanten im Arbeitsrecht, insbesondere im Betriebsverfassungsrecht, Tarifvertragsrecht sowie bei Restrukturierungen und Outsourcing. Sein besonderer Schwerpunkt ist die betriebliche Altersversorgung.
Diller ist Mitbegründer und Generalsekretär der European Employment Lawyers Association (EELA), Mitglied des Fachausschusses Arbeitsrecht der aba Arbeitsgemeinschaft für betriebliche Altersversorgung e.V. sowie Gründungsmitglied des „Eberbacher Kreises“. Er ist seit 2006 Vorstandsmitglied der Rechtsanwaltskammer Stuttgart und seit 2007 Mitglied der Satzungsversammlung der Bundesrechtsanwaltskammer. Diller hat vier Kinder und lebt mit seiner Frau in Stuttgart.
Vom Handelsblatt wurde er 2014 als einer der 8 besten Anwälte für Arbeitsrecht in Deutschland gelistet. Das Branchenmagazin Juve listet ihn als führenden Namen für den Bereich Gestaltung betrieblicher Altersversorgung.

## Veröffentlichungen (Auswahl)
- Bauer/Diller: Wettbewerbsverbote. 7. Auflage. Beck, München, ISBN 978-3-406-67943-8.
- Bauer/Lingemann/Diller/Haussmann: Anwaltsformularbuch Arbeitsrecht. 6. Auflage. Verlag Otto Schmidt, ISBN 978-3-504-42694-1.
- Boecken/Düwell/Hanau/Diller: Gesamtes Arbeitsrecht. Nomos Verlag, ISBN 978-3-8487-0530-6.
- Berufshaftpflichtversicherung der Rechtsanwälte. 2. Auflage. Beck, München, ISBN 978-3-406-68222-3.